# Ben van Beurden
Ben van Beurden, född 23 april 1958, är en nederländsk företagsledare som var VD för det brittiska petroleumbolaget Shell plc mellan den 1 januari 2014 och den 31 december 2022.
van Beurdens karriär i Shell startade 1983 när han fick en anställning hos dem direkt efter att han avlagt sin master i kemiteknik vid Delfts tekniska universitet. Han arbetade upp sig inom hierarkin i Shell, där han var stationerad både i Nederländerna och utomlands som till exempel i Sudan. Under 1996 blev han utnämnd till general manager för det statsstyrda Malaysia LNG, som är en av de största aktörerna på marknaden på att producera flytande naturgas och där Shell är en av delägarna i. Fyra år senare blev han befordrad till vicepresident för det mexikanska dotterbolaget Mexico Gas and Power, där var han kvar till 2002 när den dåvarande koncernordföranden Philip Watts utsåg van Beurden till sin assistent och rådgivare. Under 2005 gick han vidare i sin karriär och blev vice president för Shells Manufacturing Excellence and Support, som är koncernens producent av kemikalier och förfining av råvarorna. Den 1 december 2006 hoppade han på ett jobberbjudande om att vara exekutiv vice president för koncernens hela kemikaliedivision med utgångspunkt i London. Divisionerna (Shell Chemical LP och Shell Chemicals U.K. Ltd.) var hårt pressade på grund av dåliga finansiella resultat men van Beurden lyckades vända den tunga perioden och fick divisionerna att åter bli lönsamma. Efter den bedriften belönades han med att bli den ytterst ansvarige för Shells globala nedströmsverksamhet. Efter bara sju månader på posten fick han en förfrågan om att bli ny VD för hela Shell-koncernen, efter att den dåvarande vd:n Peter Voser skulle avgå från sin position den 1 januari 2014. Han sa ja till erbjudandet vilket blev officiellt den 9 juli 2013. Beslutet som kom som en överraskning för både analytiker och investerare. Han var kvar som chef för nedströmsverksamheten till september samma år. De sista månaderna 2013 gick åt till att förbereda sig för VD-rollen.
Han har också suttit i styrelserna för European Chemical Industry Council (CEFIC), som är branschorganisationen för den europeiska kemiska industrin, och International Council of Chemical Associations (ICCA), som är den globala kemiska industrins arbetsgivarorganisation.